# Australasian Championships 1915
| ◄ Australasian Championships 1915 ►                                                                                       | ◄ Australasian Championships 1915 ► |
| --- | ----------------------------------- |
| Datum: | 13. August – 21. August 1915        |
| Auflage: | 11. Australasian Championships      |
| Ort: | Brisbane                            |
| Belag: | Rasen                               |
| Titelverteidiger |                                     |
| Herreneinzel: | Arthur O’Hara Wood                  |
| Herrendoppel: | Ashley Campbell Gerald Patterson    |
| Sieger |                                     |
| Herreneinzel: | Gordon Lowe                         |
| Herrendoppel: | Horace Rice Clarence Todd           |
| Grand Slams 1915 |                                     |
| - Australasian Championships - Französische Tennismeisterschaften - Wimbledon Championships - U.S. National Championships |                                     |

Die 11. Australasian Championships waren ein Tennis-Rasenplatzturnier der Klasse Grand Slam, das von der ILTF veranstaltet wurde. Es fand vom 13. bis 21. August 1915 in Brisbane, Australien statt.
Titelverteidiger waren im Einzel Arthur O’Hara Wood und im Doppel Ashely Campbell und Gerald Patterson.